# الفی دورینگتون
الفی دورینگتون (انگلیسی: Alfie Dorrington؛ زادهٔ ۲۰ آوریل ۲۰۰۵) بازیکن فوتبال اهل بریتانیا است که در حال حاضر برای باشگاه فوتبال تاتنهام هاتسپر بازی می‌کند. 
وی همچنین در تیم‌های ملی فوتبال زیر ۱۶ سال انگلستان، زیر ۱۷ سال انگلستان، زیر ۱۸ سال انگلستان و زیر ۱۹ سال انگلستان بازی کرده است.